# Hodor Károly
Hodor Károly (Torda, 1796. május 22. – Doboka, 1881. június 11.) birtokos, táblabíró, történetkutató.

## Életpályája
Szülei: Hodor János és Vajna Anna voltak. 1815–1821 között az erdélyi főkormányzóság írnoka volt. 1825–1848 között Doboka vármegye táblabírája volt.
Vidéki birtokán élve sokat foglalkozott történelemmel, főleg Erdély történetével. Könyvtárát és kéziratgyűjteményét az Erdélyi Múzeumnak adományozta. Részt vett a Nagy Iván-féle Magyarország családai című mű szerkesztésében.

## Művei
- Doboka vármegye természeti és polgári esmertetése (Kolozsvár, 1837)